# دی‌تیواریتریتول
دی‌تیواریتریتول (به انگلیسی: Dithioerythritol) یک ترکیب شیمیایی با شناسه پاب‌کم ۴۳۹۳۵۲ است. که جرم مولی آن ۱۵۴٫۲۵۳ g/mol می‌باشد.